# Gustav Spiess
Gustav Adolf Spiess (* 18. November 1862 in Frankfurt am Main; † 11. Januar 1948 in Schönberg (Kronberg)) war ein deutscher Mediziner.

## Leben
Gustav Adolf Spiess war der Sohn des Arztes Gustav Adolph Spiess und dessen Frau Caroline Mariane Auguste Spiess, geborene Zickwolff. Sein Großvater Alexander Spiess war Stadtarzt von Frankfurt am Main. Gustav Spiess besuchte die Musterschule und das Städtische Gymnasium in Frankfurt. Ab 1884 studierte er Medizin an den Universitäten Heidelberg, Straßburg und Leipzig. 1890 erhielt er dort die Approbation und wurde promoviert. Anschließend leistete er die zweite Hälfte seines Militärdienstes ab und besuchte zur Weiterbildung Kliniken in Berlin, Paris und London.
Ab 1891 wurde er in Frankfurt bei Moritz Schmidt-Metzler zum HNO-Arzt ausgebildet. 1893 arbeitete er in Schmidt-Metzlers Praxis mit, die er 1902 ganz übernahm. 1897 heiratete Gustav Spiess Anna Helene, genannt Ella, geb. Andreae-Lemmé. Aus der Ehe gingen vier Söhne und eine Tochter hervor. Spiess war einer der Pioniere der medizinischen Anwendung der Röntgentechnik. 1903 operierten Spiess und Schmidt-Metzler Kaiser Wilhelm II. an den Stimmbändern.
Im Jahr 1906 wies er darauf hin, dass Entzündungen milder verlaufen und rascher abklingen, wenn der Schmerz beseitigt wird, was dazu beitrug, die Schmerzbekämpfung bei der Behandlung vieler Erkrankungen in den Mittelpunkt zu stellen.
1910 wurde Gustav Spiess Direktor der Städtischen Hals- und Nasenklinik im neugegründeten „Carolinum“ in Frankfurt. Mit der Gründung der Universität Frankfurt wurde er auch Ordinarius für Hals- und Nasenheilkunde. 1913 wurde er zum Geheimen Staatsrat ernannt, 1917 wurde er dann Geheimer Medizinalrat. Im Ersten Weltkrieg arbeitete er als Oberstabsarzt bei wissenschaftlichen Untersuchungen über Erkrankungen, die vom eingesetzten Giftgas herrührten. Gustav Spiess war einer der führenden Laryngologen Europas. Zu seinen Patienten zählten insbesondere auch internationale Bühnenkünstler und Musiker wie zum Beispiel Richard Strauss.
Nach seiner Emeritierung arbeitete Spiess in eigener Praxis weiter. 1944 zog er nach Schönberg im Taunus, da sowohl seine Wohnung als auch die eigenen Praxisräume zerstört worden waren.

## Veröffentlichungen
- Die Untersuchungsmethoden der Nase und ihrer Nebenhöhlen. In: Paul Heymann (Hrsg.): Handbuch der Laryngologie und Rhinologie. Hölder, Wien 1896, S. 215–260.
- Kurze Anleitung zur Erlernung einer richtigen Tonbildung in Sprache und Gesang. Georgi, Leipzig 1900.
- Anleitung zur Erlernung des Kommandierens. Mahlau & Waldschmidt, Frankfurt a. M. 1903.
- Stimmstörungen infolge fehlerhaften Kommandierens: deren Behandlung und Verhütung. Mahlau, Frankfurt a. M. 1903.
- Die Bedeutung der Anästhesie in der Entzündungstherapie. Frankfurt 1906.
- Die Röntgenuntersuchung der oberen Luftwege. In: Franz Maximilian Groedel: Atlas und Grundriss der Röntgendiagnostik in der Inneren Medizin. Lehmann, München 1909 (= Lehmanns medizinische Atlanten. Band 7).

## Auszeichnungen
- Komturkreuz II. Klasse des Königlichen Hausordens von Hohenzollern.